# Бабіївна Ганна Іллівна
Бабії́вна (Бо́ртник) Га́нна Іллі́вна (2 (14) листопада 1897, с. Добромірка, нині Збаразького району Тернопільської області — 2 серпня 1979, м. Харків) — українська акторка театру й кіно. Дружина Януарія Бортника. Акторка театру «Березіль». Належала до «галицької еміграції» в УССР.
Жертва сталінського терору.

## Біографія

Бабіївна Ганна Іллівна

Дебютувала 1918 в Тернопільському українському драматичному театрі. Працювала в «Кийдрамте» (1920–1921), «Березолі» (1922–1934), Харківському українському драматичному театрі (1935–1960, з перервою).  
Після ув'язнення і розстрілу чоловіка 1938 р. була арештована 08.05.1938 р. НКВС СРСР, піддана судилищу позасудовою трійкою. Згідно з постановою ОН при НКВС СРСР від 02.06.1938 р. як "дружина ворога народу" ув'язнена на 5 р. у ВТТ, звільнена у травні 1943 р. Після звільнення повернулася у Харків в 1944 р., повернулась до театральної діяльності, але в післявоєнну індустрію кіна так і не влилася. Реабілітована 17.05.1956 р.
Одна з фундаторів «Березоля», провідна характерна артистка, майстер перевтілення в образ, який відзначався життєвою правдою, психологічним розкриттям внутрішнього світу її героїнь .

## Ролі
Ролі:
- в театрі —

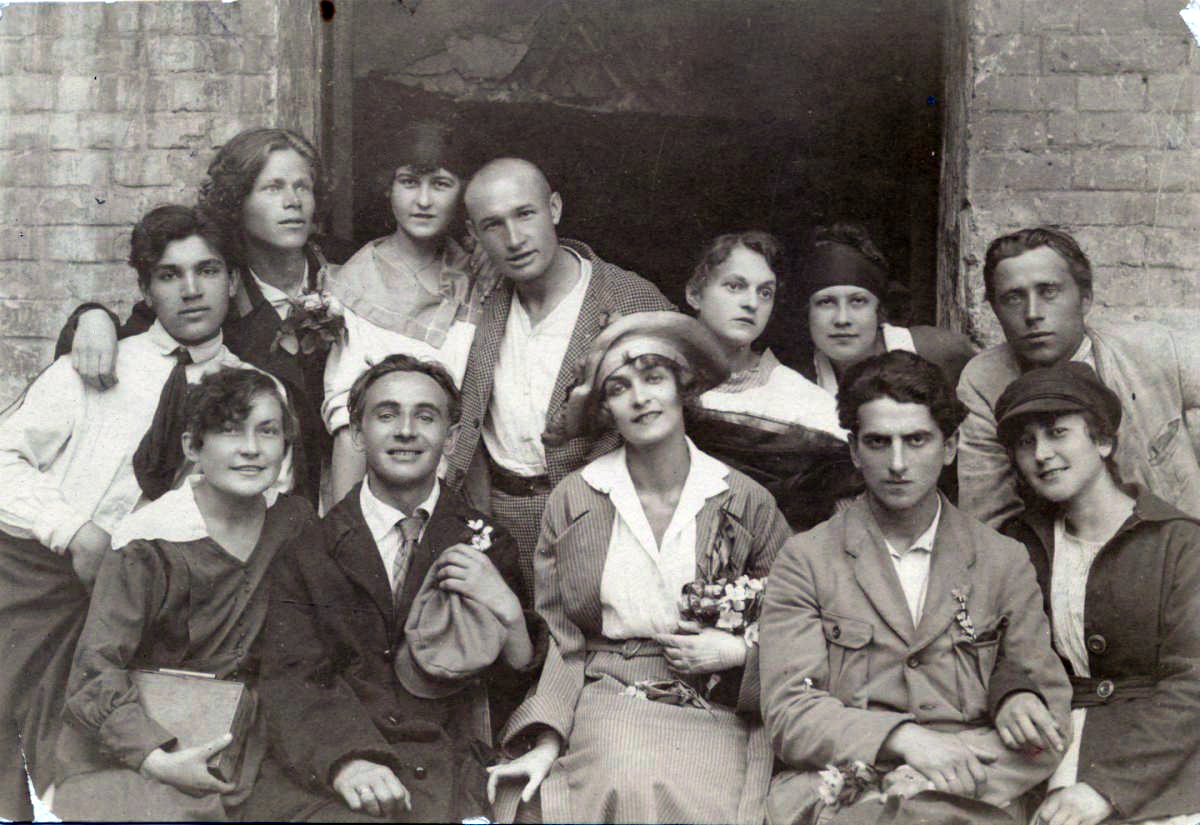
Стоять (справа наліво): Януарій Бортник (перший), Бабіївна Ганна (друга). Сидять (зліва направо): Лесь Курбас (другий), Валентина Чистякова (третя), Фавст Лопатинський (четвертий), З. Пігулович (п'ята) серед студійців театру «Березіль» 1922 р.

  - Марія Іванівна («Хазяїн» І. Карпенка-Карого,
  - Баранова-Казино («Мина Мазайло» М. Куліша),
  - Любов Ярова (однойменна п'єса К. Треньова),
  - Шкандибиха («Лимерівна» Панаса Мирного),
  - фрау Міллер («Підступність і кохання» Ф. Шіллера);
  - Лукія («Комуна в степах», М. Куліш),
  - Голда («Тев'є-молочник», Шолом-Алейхем)
- в кіно — ** Баба («Вендетта», 1924, Одеса),
  - Василина («Над Черемошем», 1955, Київ).